# Porubka
Porubka – potok o długości 18,6 km we wschodnich Czechach, w kraju morawsko-śląskim, na Śląsku Opawskim. Powierzchnia dorzecza 66,5 km². Lewy dopływ Odry.
Źródła znajdują się w Niskim Jesioniku, na wschód od Pustej Polomi, na wysokości 434 m n.p.m. Na całym swym biegu ma kierunek wschodni. W środkowym biegu przecina Dolną Lhotę oraz Krásné Pole, dzielnicę Ostrawy. Następna miejscowość na brzegach potoku to Vřesina, po czym znów są to dzielnice Ostrawy: Poruba i Svinov, gdzie wpływa do Odry na wysokości 209 m n.p.m.

## Większe dopływy
- Studnice – lewy dopływ płynący od Budišovic
- Mešnice – lewy dopływ o pow. dorzecza 11,8 km².